# Distrito Escolar Consolidado Independiente de Edinburg
El Distrito Escolar Consolidado Independiente de Edinburg (Edinburg Consolidated Independent School District) es un distrito escolar de Texas. Tiene su sede en Edinburg. ECISD, con una superficie de 945 millas cuadradas, gestiona 27 escuelas primarias, cinco escuelas medias, cuatro escuelas preparatorias y una escuela alternativa.
Sirve a Edinburg, pequeñas partes de McAllen y algunos lugares designados por el censo
- César Chávez
- Doolittle
- Faysville
- La Blanca
- Linn (anteriormente San Manuel-Linn)
- Lopezville (partes)
- Murillo (anteriormente Nurillo)
- San Carlos

## Escuelas
Escuelas preparatorias:
- J. Economedes High School
- Edinburg High School
- Edinburg North High School
- Robert Vela High School